# Liste der Baudenkmale in Wurster Nordseeküste
In der Liste der Baudenkmale in der Einheitsgemeinde Wurster Nordseeküste sind alle Baudenkmale der niedersächsischen Gemeinde Wurster Nordseeküste. Die Quelle der Baudenkmale ist der Denkmalatlas Niedersachsen. Der Stand der Liste ist der 31. Dezember 2023.

## Allgemein
In den Spalten befinden sich folgende Informationen:
- Lage: die Adresse des Baudenkmales und die geographischen Koordinaten. Kartenansicht, um Koordinaten zu setzen. In der Kartenansicht sind Baudenkmale ohne Koordinaten mit einem roten Marker dargestellt und können in der Karte gesetzt werden. Baudenkmale ohne Bild sind mit einem blauen Marker gekennzeichnet, Baudenkmale mit Bild mit einem grünen Marker.
- Bezeichnung: Bezeichnung des Baudenkmales
- Beschreibung: die Beschreibung des Baudenkmales. Unter § 3 Abs. 2 NDSchG werden Einzeldenkmale und unter § 3 Abs. 3 NDSchG Gruppen baulicher Anlagen und deren Bestandteile ausgewiesen.
- ID: die Objekt-ID des Baudenkmales
- Bild: ein Bild des Baudenkmales, ggf. zusätzlich mit einem Link zu weiteren Fotos des Baudenkmals im Medienarchiv Wikimedia Commons. Wenn man auf das Kamerasymbol klickt, können Fotos zu Baudenkmalen aus dieser Liste hochgeladen werden:

## Wurster Nordseeküste
| Lage                                                    | Bezeichnung               | Beschreibung | ID       | Bild |
| ------------------------------------------------------- | ------------------------- | --- | -------- | --- |
| (Knakenburg) Knakenburg 2 53° 42′ 5″ N, 8° 33′ 37″ O    | Wohn-/ Wirtschaftsgebäude | Zweiständer-Hallenhaus von 1848 mit Backsteinaußenwänden | 31266630 | [[Vorlage:Bilderwunsch/code!/O:Wohn- und Wirtschaftsgebäude Knakenburg 2!/C:53.701415,8.56023!/D:(Knakenburg) Knakenburg 2, Wohn-/ Wirtschaftsgebäude!/\|BW]] |
| (Mulsum) Im Dorfe 53° 40′ 6″ N, 8° 32′ 48″ O            | St. Marien                | Saalkirche aus Feld- und Tuffstein mit Satteldach, eingezogenem Chor von um 1250, Verlängerung des Schiffes nach Westen um 1500 und Bau des Turms, 1775 tw. erneuert mit u.a. achtseitigen Helm; Innen mit flacher Bretterdecke, Chor mit Domikalgewölbe, Chorwände und Gewölbe mit Wandmalereien z.T. noch 13. Jh., größtenteils 17. Jh., Taufkessel 14. Jh., Flügelaltar um 1430, Lettner und Chorgestühl um 1500, Kanzel 16. Jh., Gemeindegestühl 1590 und 1617 und jünger, Priechen um 1700 und um 1800 | 31339756 | Weitere Bilder |
| (Mulsum) Achtern Büttel 11 53° 40′ 5″ N, 8° 32′ 48″ O   | Pfarrhaus                 | Backsteinbau von um 1925. | 31339815 | [[Vorlage:Bilderwunsch/code!/O:Pfarrhaus Mulsum!/C:53.667993,8.546642!/D:(Mulsum) Achtern Büttel 11, Pfarrhaus!/\|BW]]                                        |
| (Nordholz) Feuerweg 6 53° 46′ 47″ N, 8° 37′ 3″ O        | Kinderheim                | Symmetrisch Anlage mit repräsentativ zweigeschossigen Hauptgebäude und zwei eingeschossigen Winkelbauten von 1908 nach Plänen von Hans Lassen | 39544351 | |
| (Nordholz) Mühlenweg 8a 53° 46′ 29″ N, 8° 35′ 22″ O     | Galerieholländer          | Backsteinunterbau darauf reetgedeckter Mühlenkörper mit Kopf und Flügeln, mit hölzerner Galerie und seitlichem zweigeschossigem Backsteinanbau, errichtet 1875 nach Brand des 1863 errichteten Vorgängerbaus | 31341859 | [[Vorlage:Bilderwunsch/code!/O:Windmühle Nordholz!/C:53.774814,8.589494!/D:(Nordholz) Mühlenweg 8a, Galerieholländer!/\|BW]]                                  |
| (Nordholz) Scharnstedter Weg 53° 46′ 5″ N, 8° 37′ 11″ O | Kriegsgräberstätte        | Friedhof für russische und polnische Kriegsgefangene und Zwangsarbeiter mit 178 in Reihen angeordneten Gräbern. Angelegt 1944; nachträglich 1948/49 Holzkreuze aufgestellt, diese 1958 durch Grabsteine ersetzt. | 31342065 | [[Vorlage:Bilderwunsch/code!/C:53.767974,8.619822!/D:(Nordholz) Scharnstedter Weg, Kriegsgräberstätte!/\|BW]]                                                 |

### Cappel
| Lage                                                 | Bezeichnung                   | Beschreibung | ID       | Bild           |
| ---------------------------------------------------- | ----------------------------- | --- | -------- | -------------- |
| Arp-Schnitger-Straße 53° 43′ 38″ N, 8° 34′ 5″ O      | St. Peter und Paul            | An älterem Turm angebaute Saalkirche, Turm im Kern spätmittelalterlich, 1790 ausgebessert, mit zwiebelförmiger Haube. Turm 1936 neu verblendet, 1815/16 wierderaufbau des 1810 abgebrannten Baues, Innen hölzerne Segmentbogentonne, Kanzelaltar von 1815, Orgel 1679 von Arp Schnitger 1816 hier aufgestellt, diverse Grabplatten | 31266256 | Weitere Bilder |
| Arp-Schnitger-Straße 53° 43′ 38″ N, 8° 34′ 3″ O      | St. Peter und Paul (Kirchhof) | Die Kirche umgebende Grünfläche mit alten Grabsteinen. | 31266279 |                |
| Bahnhofstraße 2 53° 43′ 33″ N, 8° 34′ 56″ O          | Wohnhaus                      | Massivbau von 1894 | 31266304 | BW             |
| Bahnhofstraße 2 53° 43′ 34″ N, 8° 34′ 56″ O          | Scheune                       | Backsteinbau mit Satteldach vom Ende 19. Jh. | 31266239 | BW             |
| Cappeler Altendeich 110 53° 44′ 54″ N, 8° 32′ 58″ O  | Scheune                       | Reetgedeckter Backsteinbau vom Ende des 19. Jh. | 31341904 | BW             |
| Cappeler Niederstrich 17 53° 44′ 40″ N, 8° 33′ 23″ O | Wohn-/ Wirtschaftsgebäude     | Hallenhaus mit Reetdeckung, im Kern von 1783 bzw. 1786, um 1930 umgebaut, Innengerüst und Inneneinbauten des 18. Jh. erhalten | 31266369 | BW             |

### Dorum
| Lage                                                | Bezeichnung               | Beschreibung | ID       | Bild           |
| --------------------------------------------------- | ------------------------- | --- | -------- | -------------- |
| Alsumer Straße 52 53° 41′ 56″ N, 8° 34′ 37″ O       | Altenheim                 | Backsteinbau mit Walmdach, erbaut 1856 als Altenheim der J. G. Allersstiftung, dann des DRK-Verbandes, heute privates Wohnhaus | 31266494 | BW             |
| Am Marktplatz 53° 41′ 19″ N, 8° 34′ 7″ O            | St. Urbanus               | Saalkirche aus Feldsteinmauerwerk vom Anfang des 13. Jh. mit drei erhalten Rundbogenfenster; rechteckiger Hallenchor aus Backstein von 1510 mit höherem Satteldach; Eingangsportal von 1920; Innen mit Balkendecke, zwischen Schiff und Chor schmaler Spitzbogen. In den Gewölbekappen die originale Ausmalung. Ausstattung: Taufstein um 1200, zwei große Triumphkreuze 13. und 15. Jh., turmartiges Sakramentshäuschen von 1524: Altaraufsatz, Taufdeckel und Kanzel vom 17. Jh., Westempore um 1750 mit Orgelprospekt von 1765, Nordempore 1786. | 31266541 | Weitere Bilder |
| Am Marktplatz 53° 41′ 17″ N, 8° 34′ 10″ O           | St. Urbanus (Kirchhof)    | Großer Friedhof mit alten Grabsteinen. | 31266564 | BW             |
| Am Marktplatz 53° 41′ 19″ N, 8° 34′ 4″ O            | Gefallenendenkmal         | Mehrfach gestufter Sandsteinsockel mit zwei Metalltafeln mit Inschrift „Gott zu Ehre. den Gefallenen zum Gedächtniss. den kommenden Geschlechtern zur ernsten Mahnung.“ auf der West- und Auflistung der im Krieg 1870/71 gefallenen Dorumer auf Ostseite. Auf Sockel Germania-Statue des Bildhauers Adolf Jahn (1858-1941) von 1898. Errichtet 1898 in Erinnerung an die Gefallenen im Deutsch-Französischen Krieg. | 31266585 | BW             |
| Dorumer Altendeich 14 53° 43′ 46″ N, 8° 32′ 6″ O    | Wohn-/ Wirtschaftsgebäude | Backsteinhaus von um 1880 nach Art eines Vierständer-Hallenhauses | 31266519 | BW             |
| Dorumer Niederstrich 16 53° 43′ 34″ N, 8° 32′ 28″ O | Wohn-/ Wirtschaftsgebäude | massiver Zweiständerbau von 1867 | 31266673 | BW             |
| Dorumer Niederstrich 16 53° 43′ 35″ N, 8° 32′ 29″ O | Scheune                   | Große Scheune mit Stallteil, 1861 erneuert und seitlichem Zwerchhaus. | 31266696 | BW             |
| Eichenhamm 14 53° 41′ 19″ N, 8° 34′ 19″ O           | Superintendentur          | Backsteinbau mit Walmdach von 1912 | 31266608 |                |
| Westerbüttel 13 53° 41′ 19″ N, 8° 33′ 45″ O         | Amtsgericht               | 2-gesch. Backsteinbau um 1890, heute Rathaus. | 31266718 |                |

### Midlum
| Lage                                                | Bezeichnung               | Beschreibung | ID       | Bild           |
| --------------------------------------------------- | ------------------------- | --- | -------- | -------------- |
| Dorfstraße 53° 43′ 56″ N, 8° 36′ 57″ O              | Galerieholländer          | Mühle von 1857 mit oktogonalem Backstein-Unterbau, Holzgalerie, Achtkant und Kappe mit Reetdeckung, Steert und Segelgatterflügel | 31339311 |                |
| Dorfstraße 53° 43′ 47″ N, 8° 36′ 55″ O              | St. Pankratius            | Saalkirche aus Feldstein vom 12. Jh., 1219 nach Westen erweitert sowie Anbau eines eingezogenen Chors, Westturm von um 1450, Westseite 1848 neu verblendet; Innen niedrige Balkendecke, Ausstattung mit Kanzel 1623, Taufkessel 13. Jh., aus dem 17. Jh. Altaraufsatz, Kanzel, Gemeindegestühl, Priechenstuhl, Epitaphien                                                                                       | 31339241 | Weitere Bilder |
| Dorfstraße 53° 43′ 47″ N, 8° 36′ 55″ O              | St. Pankratius (Kirchhof) | Die Kirche umgebende Kirchhof mit alten Grabsteinen; von Feldsteinmauer umgeben. Archäologisch belegt seit dem 9. Jh. | 31339265 |                |
| Wanhödener Weg 53° 44′ 6″ N, 8° 38′ 25″ O           | Jüdischer Friedhof Midlum | In einem Feldgehölz nordöstlich von Midlum, südlich des Wanhödener Weges. 1848 eröffnet. Ältester Grabstein von 1857. 1894 Zusammenschluss der Midlumer Gemeinde mit der Gemeinde Lehe-Geestemünde, Friedhof wurde wohl offiziell aufgelöst. Um 1905 letzte Bestattung. Während der Naziherrschaft vollständig verwüstet, nach dem Krieg wiederhergestellt. Heute etwa 20 Steine auf dem 799 m² großen Gelände. | 31339355 | Weitere Bilder |
| Midlumer Nordermarren 5 53° 43′ 38″ N, 8° 35′ 52″ O | Wohn-/ Wirtschaftsgebäude | Backstein-Hallenhausbau von 1790 | 31339332 | BW             |
| Midlumer Südermarren 29 53° 42′ 39″ N, 8° 35′ 12″ O | Wohn-/ Wirtschaftsgebäude | Hallenhaus mit Backsteinwänden von 1849 | 31339167 | BW             |
| Midlumer Südermarren 29 53° 42′ 38″ N, 8° 35′ 11″ O | Backhaus                  | Backsteingebäude von um 1870 | 31339219 | BW             |
| Midlumer Südermarren 29 53° 42′ 39″ N, 8° 35′ 14″ O | Wurt                      | Wurt | 31339100 | BW             |
| Midlumer Südermarren 29 53° 42′ 40″ N, 8° 35′ 12″ O | Graben                    | Wassergraben, die Wurt der Hofanlage umschließend | 31339122 | BW             |

### Misselwarden
| Lage                                                      | Bezeichnung               | Beschreibung | ID       | Bild           |
| --------------------------------------------------------- | ------------------------- | --- | -------- | -------------- |
| Am Dorfe 53° 40′ 30″ N, 8° 30′ 56″ O                      | St. Katharina             | Saalkirche aus Backstein vom Ende 13. Jh., eingezogener trapezförmiger Chor von um 1500 mit spitzbogigen Fenstern, Westturm aus Backstein mit achtseitigem Helm vom 16. Jh., 1603 fertiggestellt, Innen seit 1903 hölzerner Segmentbogentonne, gewölbter Chor, in Gewölbekappen Reste von Rankenmalerei, weitere Wandmalereien 17. und 18. Jh.; Ausstattung: Bronzetaufe um 1400, große Glocke 1459, Kreuzigungsgruppe um 1500, Chorgestühl 1575, Altaraufsatz, Kanzel und Schalldeckel 17. Jh., zwei Kirchenstühle von 1766 | 31339418 | Weitere Bilder |
| Am Dorfe 53° 40′ 29″ N, 8° 30′ 56″ O                      | St. Katharina (Kirchhof)  | Umgebende Kirchhof mit Friedhof mit alten Grabsteinen | 31339441 | BW             |
| An der Kreisstraße 27 53° 40′ 35″ N, 8° 30′ 50″ O         | Wohn-/ Wirtschaftsgebäude | Backsteinbau von um 1700 mit auffallend gestaltetem Wirtschaftsgiebel, Rundbogentor wohl vom erstes Viertel des 17. Jh., 1727 hier zweitverwendet, eingesetzt durch Familie Dürels | 31339507 | BW             |
| Engbütteler Straße 4 53° 41′ 23″ N, 8° 30′ 25″ O          | Kornspeicher              | Zweigeschossiger Backsteinbau von 1764 | 31339529 | BW             |
| Misselwardener Niederstrich 8 53° 41′ 30″ N, 8° 29′ 56″ O | Wohn-/ Wirtschaftsgebäude | Zweiständer-Hallenhaus mit Backsteinaußenwänden von 1824 | 31339551 | BW             |
| Misselwardener Niederstrich 8 53° 41′ 31″ N, 8° 29′ 56″ O | Scheune                   | Zweiständer-Hallenhaus mit Backsteinaußenwände als Kruppscheune von um 1830 | 31339573 | BW             |

### Padingbüttel
| Lage                                                     | Bezeichnung               | Beschreibung | ID       | Bild           |
| -------------------------------------------------------- | ------------------------- | --- | -------- | -------------- |
| Dorfstraße 53° 41′ 57″ N, 8° 31′ 38″ O                   | St. Matthäus              | Saalkirche mit eingezogenem Chor aus der zweiten Hälfte 13. Jh. Langhauses unten aus Granitquadern, darüber Sandsteinquader, Südseite mit vermauertes Rundbogenportal; Chor aus Granitquadern, Backsteinturm auf Granitsockel, im 15. Jh. ergänzt, Chorgiebel 1683 in Backstein erneuert, oberer Turme nach Brand 1825 erneuert, Helm 1898 erneuert, Innen: Balkendecke, Chor kreuzrippengewölbt, Ausstattung: Taufbecken 14. Jh., Glocke um 1400, Flügelaltar um 1480/90, Triumphkreuzgruppe Ende 15. Jh., Bronzetaufbecken 1693, Kanzel 1652, Empore und Orgel erste Hälfte 18. Jh., große Prieche 1712 | 31349332 | Weitere Bilder |
| Dorfstraße 53° 41′ 56″ N, 8° 31′ 37″ O                   | St. Matthäus (Kirchhof)   | Die Kirche umgebende Kirchhof mit zahlreichen alten Grabsteinen. | 31349355 | BW             |
| Padingbütteler Altendeich 76 53° 43′ 4″ N, 8° 31′ 9″ O   | Wohn-/ Wirtschaftsgebäude | Zweiständerhallenhaus in Fachwerk vom Ende des 18. Jhs. | 31349376 | BW             |
| Padingbütteler Altendeich 76 53° 43′ 4″ N, 8° 31′ 8″ O   | Scheune                   | Zweiständerhallenhaus in Fachwerk vom Ende des 18. Jhs. | 31349398 | BW             |
| Padingbütteler Altendeich 86 53° 43′ 15″ N, 8° 31′ 22″ O | Wohnhaus                  | Massivbau von 1881 | 31349421 | BW             |
| Padingbütteler Altendeich 86 53° 43′ 15″ N, 8° 31′ 21″ O | Stall                     | Backsteinbau von um 1900 | 31349446 | BW             |
| Padingbütteler Strich 36 53° 42′ 46″ N, 8° 31′ 49″ O     | Wohn-/ Wirtschaftsgebäude | Backsteinbau von 1840 | 31349469 | BW             |
| Padingbütteler Strich 36 53° 42′ 46″ N, 8° 31′ 50″ O     | Scheune                   | Backsteinbau von 1821 | 31349491 | BW             |
| Padingbütteler Strich 36 53° 42′ 46″ N, 8° 31′ 48″ O     | Stall                     | Backsteinbau von um 1880 | 31349513 | BW             |
| Padingbütteler Strich 40 53° 42′ 52″ N, 8° 32′ 4″ O      | Wohn-/ Wirtschaftsgebäude | Backsteinbauals Hallrnhaush, im Kern 1601, Wohngiebel 1848 und um 1900 erneuert und überformt | 31349536 | BW             |
| Padingbütteler Strich 40 53° 42′ 51″ N, 8° 32′ 3″ O      | Backhaus                  | Backsteinbau von um 1850. | 31349560 | BW             |

### Spieka
| Lage                                                          | Bezeichnung               | Beschreibung | ID       | Bild |
| ------------------------------------------------------------- | ------------------------- | --- | -------- | --- |
| Spiekaer Südermarren 30 53° 44′ 55″ N, 8° 35′ 52″ O           | Wohn-/ Wirtschaftsgebäude | Backsteinbau als Vierständer-Hallenhauses von 1862 | 31342087 | BW |
| Spiekaer Südermarren 30 53° 44′ 54″ N, 8° 35′ 53″ O           | Scheune                   | Backsteinbau von um 1860 | 31342110 | BW |
| Spiekaer Südermarren 30 53° 44′ 56″ N, 8° 35′ 53″ O           | Backhaus                  | Backsteinbau von um 1880 | 31342156 | BW |
| Spiekaer Südermarren 30 53° 44′ 55″ N, 8° 35′ 53″ O           | Einfriedung               | Backsteinmauer mit schrägem Mauerkranz, Schmiedeeisernes Tor in östlicher Mauer | 31342179 | BW |
| Wurster Straße 100 53° 45′ 4″ N, 8° 34′ 42″ O                 | St. Georg                 | Saalkirche aus Backstein auf Feldsteinsockel, vom Anfang des 14. Jh., ursprünglich chorlos, 1319 geweiht, Chor vom Beginn des 16. Jh., Westturm von 1922, Innen mit Tonnengewölbe, Ausstattung aus dem 17. und 18. Jh. | 31341925 | Weitere Bilder |
| Wurster Straße 100 53° 45′ 5″ N, 8° 34′ 39″ O                 | St. Georg (Kirchhof)      | Die Kirche umgebende, leicht erhöhte Grünfläche mit alten Grabsteinen. | 52286721 | BW |
| Wurster Straße 100 53° 45′ 4″ N, 8° 34′ 43″ O                 | St. Georg (Tor)           | Tor am nördlichen Rand des Kirchhofs aus Backsteinen unter ziegelgedecktem Walmdach; mit hölzerner Pforte. Erbaut um 1910.                                                                                             | 31341972 | BW |
| (Spieka-Altendeich) Alter Deich 60 53° 45′ 52″ N, 8° 34′ 6″ O | Gasthaus                  | Backsteinbau von um 1880 | 31341995 | [[Vorlage:Bilderwunsch/code!/O:Gasthaus Alter Deich 60!/C:53.764419,8.568234!/D:(Spieka-Altendeich) Alter Deich 60, Gasthaus!/\|BW]] |
| (Spieka-Altendeich) Alter Deich 60 53° 45′ 52″ N, 8° 34′ 6″ O | Schmiede                  | Eingeschossiger Backsteinbau im rechten Winkel zum nebenstehenden Gasthaus von um 1880. | 31342019 | [[Vorlage:Bilderwunsch/code!/O:Gasthaus Alter Deich 60!/C:53.764434,8.568433!/D:(Spieka-Altendeich) Alter Deich 60, Schmiede!/\|BW]] |

### Wremen
| Lage                                               | Bezeichnung                 | Beschreibung | ID       | Bild           |
| -------------------------------------------------- | --------------------------- | --- | -------- | -------------- |
| In der Langen Straße 53° 38′ 59″ N, 8° 30′ 32″ O   | St. Willehadi               | Saalkirche aus Tuffstein mit eingezogenem rechteckigem Chor vom erstes Viertel des 13. Jhs., Turmhelm von 1930, Innen flachgedecktes Schiff, achtteilig gewölbter Chor mittelalterliche Wandmalereireste, Balkendecke mit Bemalung von 1737, Altar, Kanzel, Chorgestühl, Taufständer, Schiffgestühl, Priechen, Westempore vom 17. und 18. Jh.; Reste des alten Gemeindegestühls mit Faltwerk von 1581, zwei Kreuztragungsreliefs aus Sandstein des frühen 16. Jh. | 31360289 | Weitere Bilder |
| In der Langen Straße 53° 38′ 58″ N, 8° 30′ 32″ O   | St. Willehadi (Kirchhof)    | genutzter Kirchhof auf einer Wurt, von einer Backsteinmauer umgeben | 31360251 |                |
| In der Langen Straße 53° 38′ 59″ N, 8° 30′ 30″ O   | St. Willehadi (Glockenturm) | Nordwestlich stehendes Glockenhaus aus Backstein, erbaut im 15. Jh., ehemals offen. Im 18. Jh. durch zwei Schallluken mit Dreiecksgiebeln geschlossen. Unter ziegelgedecktem Satteldach. Darin zwei Läuteglocken. | 45983236 |                |
| In der Langen Straße 23 53° 39′ 0″ N, 8° 30′ 34″ O | Pfarrhaus                   | Langgestreckter Backsteinbau von 1774 | 31360491 | BW             |
| Wremer Specken 7 53° 39′ 0″ N, 8° 30′ 45″ O        | Wohn-/ Wirtschaftsgebäude   | Vierständer-Hallenhaus in Backstein von 1815 | 31360529 | BW             |
| Wremer Straße 29 53° 37′ 58″ N, 8° 30′ 36″ O       | Wohn-/ Wirtschaftsgebäude   | Zweiständer-Hallenhaus von um 1850 in Fachwerk sowie teilweise mit Backsteinaußenwänden, mit teils reetgedecktem Satteldach | 31360571 | BW             |
| Wremer Straße 29 53° 37′ 59″ N, 8° 30′ 37″ O       | Scheune                     | Zweiständer-Hallenhau um 1860 mit reetgedecktem Satteldach, am Ostgiebel mit Walm | 31360614 | BW             |